# Josef Kolář
Josef Kolář (15. března 1830 Sylvárův Újezd – 22. dubna 1910 Praha) byl český slavista, překladatel a pedagog.

## Život, studia a cestování
Jeho otec byl chalupník František Kolář ze Sylvárova Újezdu (Aujezd-Sylwaru) č. 8 (dnes katastr obce Ostroměř u Hořic), matka Františka, roz. Bičišťová pocházela z Chlumu. Josef Kolář měl čtyři mladší sourozence a byl předurčen k učitelskému povolání. V letech 1844–1850 studoval na gymnáziu v Jičíně, po přestěhování do Prahy maturoval s vyznamenáním v roce 1852 na Akademickém gymnáziu. Po studiích přírodních věd a filologie na pražské univerzitě v letech 1852–1856 se stal gymnaziálním suplentem na Jungmannově soukromém ústavu a na Akademickém gymnáziu. V roce 1861 podnikl jako zástupce Muzea Království českého výpravu do Nového Sadu, Bělehradu a dalších významných míst v Srbsku. V letech 1863–1864 podnikl studijní cestu do Polska (Krakov, Varšava) a Ruska (Petrohrad, Moskva, Nižný Novgorod, Kazaň), při níž mimo jiné navštívil Bachčisaraj. Důkladné studijní pobyty uskutečnil též v Německu (1864-1865), v roce 1867 se zúčastnil etnografické výstavy v Moskvě a roku 1874 archeologického sjezdu v Kyjevě.

## Pedagogická a vědecká činnost, rodinný život
V prosinci 1864 byl jmenován učitelem, později docentem slovanských jazyků na Královské zemské polytechnice v Praze. Od roku 1868 vyučoval na technice polštinu s platem 400 zl. ročně a zároveň se stal mimořádným členem Královské české společnosti nauk. Kromě výuky na polytechnice začal v roce 1867 působit na filozofické fakultě pražské univerzity jako vyučující polštiny, roku 1868 se stal lektorem ruštiny a od roku 1883 též srbochorvatštiny (s platem 600 zl. ročně. Působil jako soudní překladatel při Zemském soudu v Praze (1870–1873) a navíc vyučoval ruštinu i na Česko-slovanské obchodní akademii v Praze (1872-1874). Souběžně s pedagogickou činností působil od roku 1893 v knihovně, později jako knihovník a sekretář Muzea Království českého.
11. července 1871 se v kostele Panny Marie Vítězné oženil s Marií roz. Strachovou (1852 Praha–1922 Praha). Svědkem byl Kolářův přítel, sólista petrohradské opery Josef Václav Paleček, též Осип Осипович Палечек, (1842 Jestřabí Lhota u Kolína – 1915 Petrohrad). Dospělosti se dožily čtyři děti Josefa Koláře – významnějšími se stali syn Miroslav Josef Kolář (1875 Praha–1928 Praha) jako náměstek ředitele Zemské banky království Českého; dcera Růžena Kolářová (1872 Praha–1959 Bratislava), provdaná za slovenského právníka a pozdějšího rektora Univerzity Komenského v Bratislavě Prof. JUDr. Augustína Rátha, žila na Slovensku a věnovala se etnologii a literatuře; nadějný absolvent konzervatoře, skladatel (např. 1909-Šumařovo dítě) a majitel hudební houslové školy na pražských Vinohradech Bohuslav "Bohuš" Kolář (1877 Praha-1919 Praha).
Jako slavista byl Josef Kolář uznáván nejen v Čechách, ale i v zahraničí. Byl členem Svobodné společnosti přátel ruské slovesnosti (Volnoje obščestvo ljubitělej rossijskoj slovesnosti), která vznikla již roku 1804 s cílem oživení vědeckého myšlení vysokoškolských studentů a profesorů a byla propojena s děkabristy, Moskevské archeologické společnosti při Moskevské univerzitě a Společnosti srbské literatury v Bělehradě. Za kulturní práci byl vyznamenán rytířským stupněm Řádu knížete Danila I. za nezávislost Černé Hory. V pedagogické činnosti se zabýval filologií, praktickou výukou jazyků a rozbory literárních děl, ve své době byl nejdéle učící polonista na pražské univerzitě. Jeho snaha získat profesuru v oborech srovnávacího jazykozpytu slovanského pro praktické učení jazyků slovanských na pražské univerzitě byla však zamítnuta s odůvodněním, že činnost univerzitního profesora je vědecká, a nikoliv praktická. Od 15. 3. 1893 vypomáhal také v knihovně Muzea Království českého.
V roce 1908 byl na vlastní žádost zproštěn univerzitních povinností s císařem vyměřenou penzí ve výši 2700 korun, a až do své smrti v dubnu 1910 působil v Muzeu Království českého. Je pohřben v rodinném hrobě na Olšanských hřbitovech (VI/2) v Praze. Literární pozůstalost a další památky jsou uloženy v Památníku národního písemnictví pod heslem Kolář Josef, č. fondu 818.

## Dílo
Vlastní básně a velké množství překladů publikoval zejména v časopisech Lumír, Zlaté klasy a Časopis Musea Království českého, psal též do Národních listů a Pražských novin. Jako přispívatel do Ottova slovníku naučného zpracoval pod značkou Kol. hesla: Akadémie (část) a Borodino. Napsal i několik operních libret, nejvýznamnější se stal text k opeře Marie Potocká. Zkomponované verše vycházely z Puškinovy sbírky Bachčisarajská fontána a Miczkiewiczových Krymských znělek. Libreto zhudebnil v roce 1868 Leopold Měchura (Opus 107), avšak dílo nebylo přijato hudebními kritiky s valným nadšením.
Přehled díla:
- O stupňování přídavných jmen slovanských a jiných příbuzných (1844-95)
- Noc dušiček (báseň) – v almanachu Kytice (1859)
- Vltavinka (báseň) – v almanachu Kytice (1859)
- Adam Mickiewicz (životopis) – v almanachu Máj (1862)
- O dvou staroslovanských legendách o sv. Cyrilu a Metoději – ve Zprávách Královské české společnosti (1863)
- Marie Potocká: libreto ve třech dějích (1865)[25]
- Desatero bajek J. O. Krylova (s výkladem pro začátečníky, 1868)
- Mluvnice ruského jazyka v příkladech a rozmluvách (1868, 1873[26], 1894)
- Druhé desatero bajek J. O. Krylova (s výkladem pro začátečníky, 1872)
- Almanach na oslavu 25letého trvání Akademického-čtenářského spolku pražského 1849-1874 (str. 11-21, 1874)[27]
- O zografském evangelium a jeho berlínském vydání (1879)
- O novém roztřídění sloves slovanských (1882)
- O sklonění přídavných jmen slovanských a jiných příbuzných (1882)
- Polská mluvnice (1884)
- Rusko slovem i obrazem (1886)
- Ruský sbor vedený panem Dimitrem Slavjanským Agreněvem (1886)
- Petrohrad a okolí jeho (1887)[28]
- O přízvuku sloves ruských (1900)
- O ruském přízvuku vůbec a u podstatných jmen složených a původních zvlášť (1903)
- Theoreticko-praktická mluvnice ruského jazyka v příkladech a rozmluvách pro školy i samouky (1903, posmrtně 1913)
- O ruském přízvuku u přídavných jmen, zájmen a číslovek (1904)
- O ruském přízvuku při skloňování jmen podstatných (1905)
- Dodatek k ruskému přízvuku (1906)
- O mluvnici polské, zvláště o mluvnici A. A. Kryńského (1908)
- O historicko-srovnávací mluvnici polské dra Ant. Małeckého (rok ?)
- Hláskosloví jazyka polského: na nových základech a z nového hlediště (rok ?)
- Mluvnice jazyka ruského pro školy a samouky (posmrtně 1925)
- Český triptych – předsmetanovská opera (Praha, Národní divadlo, 6 kompaktních desek v 1 pouzdře, 2003)

Překlady
- Bogoboj Atanackovič: novela Rukavici (překlad 1853, publikováno v Lumíru)
- Ivan Mažuranić: Smrt Smail-agy Čengiče (překlad, 1860, 1890)
- Alexandr Sergejevič Puškin: Bachčisarajská fontána (překlad 1865)
- Ruslan i Ludmila-velká kouzelná opera o pěti dějích (překlad,1867, 1887)
- Adam Mickiewicz: Krymské znělky (překlad 1868)
- Luka Botić: Pobratímství (1892)[29]
- Vuk Stefanović Karadžić: Lazarice – národní písně srbské (překlad1882)[30]

## Vyznamenání
- Řád knížete Danila I.